# Ołdaki (powiat pułtuski)
Ołdaki – wieś w Polsce położona w województwie mazowieckim, w powiecie pułtuskim, w gminie Gzy. Ma status sołectwa.
| SIMC    | Nazwa            | Rodzaj    |
| ------- | ---------------- | --------- |
| 0116100 | Ołdaki-Stefanowo | część wsi |
| 0116116 | Żebry-Włosty     | część wsi |

W latach 1975–1998 miejscowość należała administracyjnie do województwa ciechanowskiego.
We wsi znajduje się dom pomocy społecznej.